# André-Daniel Meylan
André-Daniel Meylan, né le 19 décembre 1953, est un musicien et chanteur vaudois.

## Biographie
André-Daniel Meylan apprend d'abord le métier d'horloger avant de se consacrer à la musique. Il fait des études de flûte au Conservatoire de Lausanne. En 1975, il forme le groupe Sarclon avec lequel il enregistre un premier disque en 1978. En 1980, il se lance dans une carrière de chanteur en solo, toujours sous le nom de Sarclon. Il est invité dans les plus grands festivals de Suisse et de l'étranger et fait régulièrement des tournées à travers toute la Suisse.
André-Daniel Meylan enregistre plusieurs albums dont Avenue André-Daniel Meylan (1980, album solo sous le nom de Sarclon), Alias (1982, album solo sous le nom de Sarclon), Parler sans rien dire (1984, Sarclon, 45 tours), Ce qui me tient debout (1995), Cousu main (1998), Y croire encore (2002), Au bas du dos d'Odile (2007). Il compose des musiques de film dont L'évanouie (1988), Chronique paysanne en Gruyère (1991), La Nébuleuse du cœur (2004) et Un petit coin de paradis (2008) de Jacqueline Veuve. Il reçoit de nombreux prix et récompenses, dont le premier prix du Festival de la chanson dans la ville de Spa (Belgique, 1979) et le prix du Festival Francophone International de Ville Franche 2005 (France).
André-Daniel Meylan est référencé par la presse comme étant "le plus original des chanteurs romands" (Le Matin), "Une voix qui respire large et bien" (L'Hebdo), "Un concentré de vitamines A" (24 Heures).
Sa chanson la plus célèbre est Eche lébé dèche, qui cumule presque 4000 écoutes sur Spotify.

## Sources
- « André-Daniel Meylan », sur la base de données des personnalités vaudoises sur la plateforme « Patrinum » de la Bibliothèque cantonale et universitaire de Lausanne.
- 24 Heures, 2009/02/17, p. 36
- 24 Heures, 2007/04/14, p. 39
- Le Matin, 2008/02/17, p. 72
- L'Hebdo, 2002/11/14
- 24 Heures, 2008/08/14, p. 21 - 2015/05/03, p. 28 !bs!